# Kommunaler Wohnungsbau

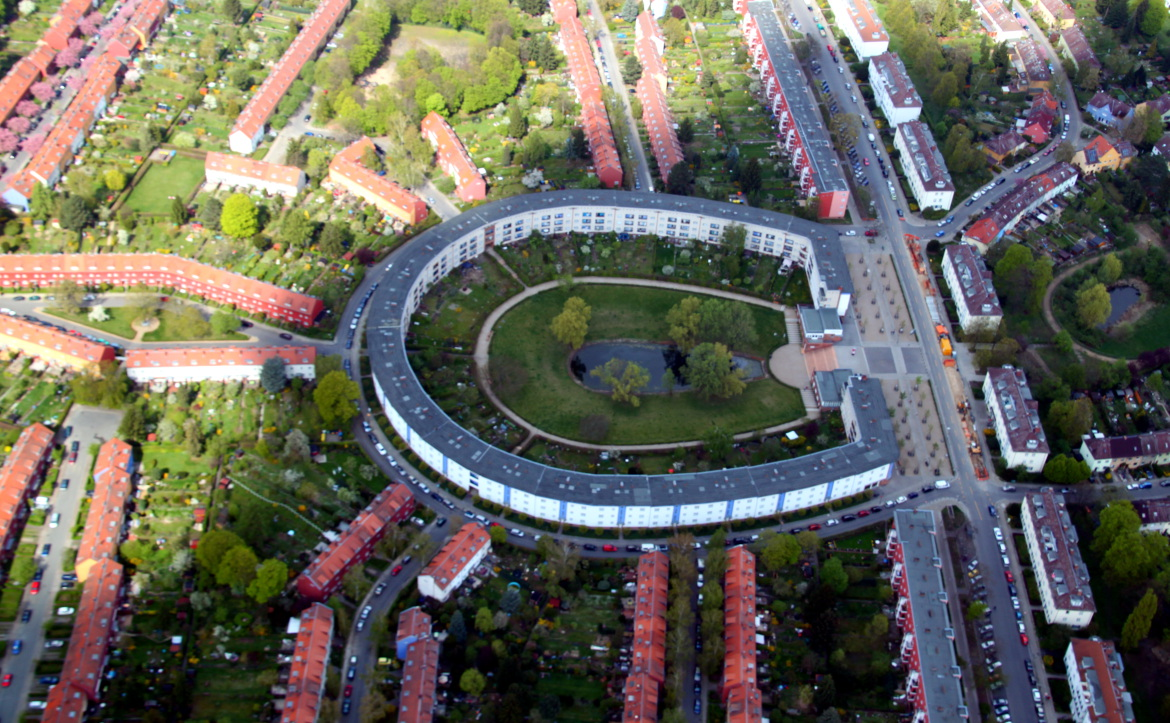
Hufeisensiedlung im Berliner Ortsteil Britz – Siedlung des sozialen Wohnungsbaus und seit 2008 UNESCO-Welterbe

Kommunaler Wohnungsbau wird der Bau von Wohnungen durch die Kommunalverwaltung politischer Gemeinden genannt. Überwiegend greift die öffentliche Verwaltung einer Stadt, einer Gemeinde, eines Kreises oder eines Zweckverbandes mit Hilfe einer kommunalen Wohnungsgesellschaft in ihren Wohnungsmarkt ein. Ziele sind unter anderem die Förderung sozialen Wohnungsbaus, Erhöhung der Attraktivität, die Sicherung lokaler Beschäftigung, Stadtumbau, ein Gegensteuern bei Zersiedelung und die energetische Sanierung. Häufig kann die Kommune zusätzliche Einnahmen erzielen.

## Historische Vorbilder

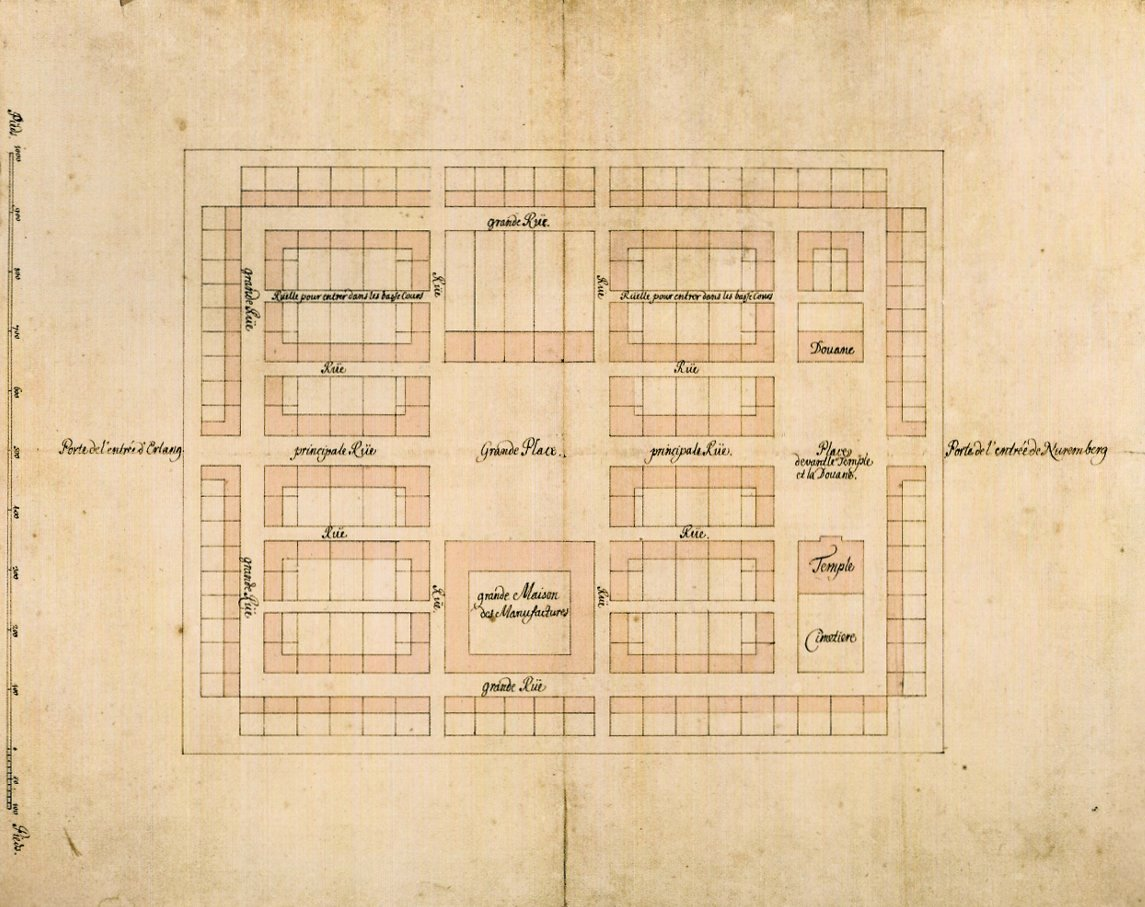
Der älteste erhaltene Entwurf der Erlanger Neustadt, rot lavierte Federzeichnung (1686), Johann Moritz Richter zugeschrieben

In Deutschland können die als Planstädte der unter anderem in Potsdam und Erlangen errichteten barocken Stadterweiterungen als Vorläufer angesehen werden. Hier wurden im Auftrag des jeweiligen Königs bzw. Markgrafen Häuser geplant, gebaut und anschließend privatisiert. Nicht kommunal sind hingegen die 140 Wohnungen der Augsburger Fuggerei.
Direkter Vorläufer des kommunalen Wohnungsbaues ab 1918 war der Werkswohnungsbau, der mit Beginn der Industrialisierung ab 1840 notwendig wurde. Beispiele sind die Zechenkolonien aus 18. und 19. Jahrhundert im Ruhrgebiet oder die Siemensstadt von 1914 in Berlin.

## Geschichte in Deutschland

### Entstehung des Kommunalen Wohnungsbaus
Ab Mitte des 19. Jahrhunderts wurden in Deutschland etliche Baugesellschaften und Baugenossenschaften gegründet. Die Gemeinnützigkeitsbewegung wurde durch die Einführung der beschränkten Haftpflicht mit dem Genossenschaftsgesetz von 1889 gestärkt. 1899 gab es in Deutschland 384 gemeinnützige Wohnungsunternehmen, davon waren 289 Genossenschaften. Nach dem Ersten Weltkrieg wurden Kommunen im Wohnungsbau aktiv, da Kriegszerstörungen und Vertreibungen sowie schnelles Wachstum der Städte zu hohem Wohnungsbedarf führten. Die Kommunen versuchten die Wohnungsknappheit zunächst mit Gewalt zu lösen. Es wurden Zwangseinweisungen angedroht für den Fall, dass keine zusätzlichen Bewohner aufgenommen würden. Dies wurde jedoch nicht durchgesetzt. Am 1. April 1924 beschloss der Reichstag das Hauszinssteuergesetz. Alle Besitzer von vor 1921 erbauten Häusern mussten diese Abgabe bezahlen. Politisch wurde das damit begründet, dass der Hausgrundbesitz während der deutschen Inflation von 1914 bis 1923 nicht entwertet worden war und die Neubewertung der Haushypotheken nach dem Ende der Inflation einer Entschuldung gleichkam. Die Immobilienbesitzer legten die Abgaben auf die Mieter um, was zunächst zu einer erheblichen Verteuerung von Wohnraum führte. Das Geld aus der Abgabe wurde den Kommunen zweckgebunden zur Entschuldung und zum Wohnungsbau zur Verfügung gestellt. Insbesondere während der als „Hauszinssteuer-Ära“ bezeichneten Phase zwischen 1924 und 1931 trug die Steuer tatsächlich zur Wohnungsproduktion bei, da für den subventionierten Wohnungsbau durch Wohnungsbaugenossenschaften und andere gemeinnützige Wohnungsunternehmen aufgrund des Steueraufkommens deutlich weniger Kredite aufgenommen werden mussten. Der öffentlich geförderte Wohnungsbau überwog in dieser Zeit deutlich gegenüber der privat finanzierten Schaffung von Wohnraum; der Anteil der Hauszinssteuer an den staatlichen Investitionen in diesem Bereich betrug zwischen 1926 und 1930 etwa ein Drittel. Die Kommunen verfügten somit zu dieser Zeit über bessere finanzielle Möglichkeiten als private Bauherren oder Baugenossenschaften. Oft trat die Kommune selber als kommunale Baugesellschaft oder Mehrheitseigner einer Baugesellschaft auf.
Mit der Gemeinnützigkeitsverordnung wurde 1930 eine einheitliche Rechtsgrundlage für den kommunalen Wohnungsbau geschaffen. 1940 erhob das Wohnungsgemeinnützigkeitsgesetz (WGG) selbst auferlegten Verpflichtungen der gemeinnützigen Wohnungsunternehmen zur allgemeinen gesetzlichen Norm:
- Beschränkung der Tätigkeit auf Bau, Betreuung, Bewirtschaftung und Verkauf von Wohnungen sowie Trägerschaft von Maßnahmen für Städtebau und Sanierungen
- Beschränkung der Preise für wohnungswirtschaftlichen Leistungen auf die Deckung der Kosten und laufenden Aufwendungen
- Deckelung der jährlichen Gewinnbeteiligung für Genossenschaftsmitglieder, Eigentümer und Gesellschafter bei 4 % der eingezahlten Kapitaleinlage
- Verwendung nicht ausgezahlter Überschüsse für die gesetzlichen Unternehmensaufgaben
- Bindung des gesamten Vermögens an den gemeinnützigen Zweck (Baupflicht und Reinvestition)

Als Ausgleich für diese Verpflichtungen wurden die gemeinnützige Wohnungsunternehmen von Körperschafts-, Gewerbe-, Vermögens- und oft auch der Grunderwerbsteuer befreit.
Die neugebauten Wohnungen wurden von der Arbeiteraristokatie bis hin zur gutbürgerlichen Schichten (Vorarbeiter, Ingenieure, Politiker, Beamte usw.) bezogen. Hunderttausenden Vertriebene konnten von Notunterkünften in Eisenbahnwaggons und Holzhütten in die freiwerdenden Altbauten umziehen.
Nach dem Zweiten Weltkrieg gab es mit dem Lastenausgleichsgesetz ein der Hauszinssteuer nach dem Ersten Weltkrieg vergleichbares Instrumentarium zur Förderung des Wohnungsbaus.
Zur Reduzierung sozialer Missstände wurde sozialer Wohnungsbau in größerem Maßstab bis in die 1980er Jahre fortgesetzt. Danach wurde der Umfang reduziert. Mit Ablauf der Sozialbindung nach zumeist 15–20 Jahre blieben diese Wohnungen im Bestand der kommunalen Wohnungsunternehmen.

### Privatisierung kommunaler Wohnungsunternehmen in Deutschland nach 1988
Anfang der 1980er Jahre schwand der politische und gesellschaftliche Konsens zum kommunalen Wohnungsbau. Die CDU-FDP-Regierung strebte Steuerentlastungen bei gleichzeitigem Subventionsabbau an. Bei ausschließlicher Betonung der Steuerbefreiung und außer Acht lassen der gesetzlichen Verpflichtungen wurde dem kommunalen Wohnungsbau Wettbewerbsverzerrung zu Gunsten der gemeinnützigen Wohnungsunternehmen vorgeworfen. Selbst innerhalb des Dachverbandes gemeinnütziger Wohnungsunternehmen GGW sprach sich eine Minderheit von Unternehmern für eine Entlassung aus dem Wohnungsgemeinnützigkeitsgesetz (WGG) aus. Durch die Neue-Heimat-Affäre 1982 verlor der Kommunale Wohnungsbau zusätzlich Ansehen und Rückhalt in Politik und Bevölkerung.
Am 3. August 1988 trat das Steuerreformgesetz 1990 in Kraft, in dem auch die Aufhebung des Wohnungsgemeinnützigkeitsgesetzes geregelt war. Etwa 1.800 gemeinnützige Wohnungsunternehmen wurden durch das neue Gesetz der Körperschafts-, Gewerbe- und Vermögensteuer unterworfen, aber auch von den gesetzlichen Bindungen befreit. Viele kommunale Wohnungsunternehmen wurden privatisiert. Der Rückzug der Kommunen aus dem Wohnungsbau ermöglichte nicht zuletzt das Entstehen großer Wohnungsunternehmen.
Durch eine Steuerbefreiung bei Veräußerung von kommunalen Wohnungen, welche ab 2001 unter der SPD-Die Grünen-Bundesregierung beschlossen wurde, folgte ein Schub dieser Verkäufe. Wie aus der Transaktionsdatenbank des Bundesinstituts für Bau-, Stadt- und Raumforschung hervorgeht, wurden zwischen 1999 und 2011 etwa 379 000 kommunale Wohnungen in Deutschland verkauft, davon die Hälfte an private Investoren. Danach änderte sich das Verhalten der Kommunen hin zu einer Bewahrung oder gar einem Ausbau der öffentlichen Wohnungsbestände.
Entgegen Warnungen von Experten, wie dem damaligen Abteilungsleiter in der Berliner Senatsverwaltung für Stadtentwicklung Wolf Schulgen, wurden in Berlin tausende Wohnungen verkauft. Städte wie Dresden oder Kiel verkauften sogar den kompletten kommunalen Bestand. Die LBBW insgesamt 21.500 Wohnungen, wie auch in Stuttgart. Der von Überangeboten geprägte Wohnungsmarkt in Ostdeutschland sowie steigende Verschuldung der Kommunen begünstigten die Privatisierungsbestrebungen.
Aus den Finanztransaktionen entstanden den Kommunen wenn nur kurzfristige Vorteile. Berater, Banken und Lobbyisten konnten jedoch Gewinne abschöpfen, da die Immobilienkäufe im Regelfall mit Fremdkapital finanziert wurden, die Schulden jedoch in den Wohnungsunternehmen verblieben. Die einmaligen Einnahmen der Kommunen waren oft nach wenigen Jahren aufgezehrt. Teilweise veräußerten die privaten Investoren den Bestand auch nach kurzer Zeit, ohne in Sanierung und Ausbau zu investieren.
Mitte der 2010er Jahre floss ein großer Teil der Wohnbauförderung in die Bildung von Wohneigentums statt in kommunale Unternehmen.

### Herausforderungen Mitte der 2010er Jahre
In Deutschland zeigten sich Mitte der 2010er Jahre Nachteile der Privatisierung kommunaler Wohnungen. Bei gesunkenen Bauzinsen zog die Wohnungsnachfrage an. Mieter berichteten zudem von einer Verschlechterung der Mietwohnsituation. In der Folge wurde zum Beispiel in Dresden die Neugründung einer städtischen Wohnungsbaugesellschaft gefordert, während in Berlin 2016 sogar die Rekommunalisierung der ehemaligen GSW, also Rückabwicklung des Verkaufs, diskutiert wurde. In ostdeutschen Städten war Anfang der 2010er Jahre der Abriss kommunaler Wohnungen wegen Leerstands staatlich gefördert worden, jedoch war Mitte der 2010er Jahre die Nachfrage in Berlin, Jena, Potsdam, Leipzig und Rostock so groß, dass der Abriss gestoppt wurde. In anderen ostdeutschen Städten ging der Abriss jedoch weiter. Es wurde aber über den Erhalt leerstehender kommunaler Bauten als Reservequartiere nachgedacht. Die im Wohnungsbauprogramm der DDR entstandenen Plattenbauquartiere hatten durch eine Kombination aus Umbau und Abriss eine höhere Wohnqualität erhalten. Es haben sich hierbei für Plattenbauten und vergleichbare Bauten in Ost und West drei Konzepte herausgebildet: Vollsanierung (Neubaustandard) oder Teilsanierung (nur Dach und Fassade) zum Erhalt bezahlbaren Wohnraums oder zuletzt Abriss, um das Quartier zu verbessern oder Stadtmitten wieder zu verstärken. Neben den Rekommunalisierungen des Berliner Senates wurden im Jahr 2020 im Berliner Bezirk Kreuzberg 169 Wohnungen in eine Genossenschaft überführt.
In Wien gab es keine Überlegungen, den kommunalen Wohnungsbestand zu privatisieren. Aber nach 2003 wurden keine kommunalen, sondern nur noch genossenschaftliche Bauten errichtet.

### Beteiligungsmöglichkeiten der Mieter
Die Berliner Mieter*gemeinschaft am Kottbusser Tor hatte nach Befragungen Defizite und den Wunsch nach mehr Beteiligungsmöglichkeiten der Bewohner auch im Kommunalen Wohnen festgestellt. Eine Studie untersuchte die Mitbestimmungsmöglichkeiten in Häusern und Siedlungen kommunaler Träger.

### Diskurs Gemeinnützigkeit
Aktuell wird die Wiedereinführung der Gemeinnützigkeit für Kommunale Wohnungsbauunternehmen andiskutiert, welche 1990 abgeschafft wurde. Der genannte Vorteil der Steuerersparnis ist zutreffend, relativiert sich aber: Sobald ein Unternehmen nur wenig Gewinn macht und entsprechend wenig Steuern anfallen, nämlich durch ein Reinvestieren von Gewinnen durch Aufwertung und Wachstum zugunsten der Mietenden. Hohe Gewinnziele und entsprechende Steuern sind zumeist eher untypisch für kommunale Unternehmen.
Die Grünen wollen mit einem neuen Gesetzentwurf den kommunalen Wohnungsbau in Deutschland stärken. Gemeinnütziges, steuerbegünstigtes Bauen mache es nach einer Berechnung von 2017 möglich, dass die Nettokaltmieten in Neubauten von 10,30 Euro pro Quadratmeter auf 7,44 Euro sinken könnten.
Die Wohnungsbaugemeinnützigkeit soll wieder eingeführt werden, damit die Regierung den Menschen Hoffnung auf neue Wohnungen macht.

### Diskurs Wohnungsmangel und serielles Bauen
Mit Ausnahmen werden Häuser immer aufgewertet, also über die Zeit einfache durch höherwertige ersetzt, wie das Paris von Haussmann oder Austausch einzelner Häuser im Ensemble. Aktuell werden häufig 4-geschossige Nachkriegsbauten (ca. 70 Jahre alt) durch hochwertige 7-Geschosser ersetzt, wie z. B. in Hamburg oder historisch das Sternhaus. Gründerzeithäuser wurden in den 70ern von den Bewohnenden verteidigt, wodurch sie einen Ersatz überlebten. Funktionalismus, wie die Gropiusstadt, sind leider vielerorts typisch für kommunalen Wohnungsbau.
Serielles Bauen, wie Raumzellenbauweise, hat bei Wohnungsnot viele Vorteile, ein Substandard ist immer zu vermeiden, d. h. für €2000,-/m² statt €3500,-/m² muss sich auch über Qualität und Lebensdauer der Häuser rechnen, was es oft nicht tut.
Schlussendlich sind traditionelle Bauweise heute auch schon hoch technisiert, wie vorabgebundene Dachstühle oder komplette Wandelemente.

### Diskurs Rekommunalisierung
Die Debatten im Bereich Wohnraum haben zur Forderung nach Rekommunalisierung geführt, also dem Wachstum von kommunalen Wohnungsunternehmen durch Zukauf oder auch Rückkauf bestehenden Wohnraums. Als Beispiele waren hier bereits Dresden oder Berlin genannt. Gefahr bei hohen Immobilienpreisen ist jedoch, dass einfacher Wohnraum mit Sanierungsrückstand zu überhöhten Preisen gekauft wird. Die Initiative Deutsche Wohnen & Co. enteignen mit ähnlichem Hintergrund gibt es in Berlin, welche den Rückkauf von Wohnungen von der Deutsche Wohnen fordert. Hier wird der Begriff „Enteignung“ genutzt, sachlich insofern falsch, da ja eine festzulegende Entschädigung gezahlt werden soll. Enteignung soll hier bezeichnen, dass entsprechender Druck per Gesetz aufgebaut werden könnte.

## Beispiele für Kommunalen Wohnungsbau

### Berlin
Zwischen 1919 und 1933 wurden in Berlin 124.000 kommunale Wohnungen geschaffen. Es entstanden mehrere Kommunale Wohnungsbaugesellschaften, darunter 1924 die Degewo. Ein Beispiel für den kommunalen Wohnungsbau aus dieser Zeit ist die zwischen 1929 und 1930 entstandene Hufeisensiedlung mit 1963 Wohnungen.
Nach der Wiedervereinigung wurden Forderung zur Privatisierung öffentlicher Wohnungsbestände lauter. Erste Verkäufe fanden auf Grund des Altschuldenhilfe-Gesetz statt, dass ostdeutsche Kommunen zum Verkauf von 15 % ihrer Wohnungsbestände verpflichtete. In Berlin betraf dies unter anderem das Kosmos-Viertel. Im Jahr 1994 wurde diese Verpflichtung auch auf Wohnungsbestände in West-Berlin angewendet. Parallel wurden die Wohnungsunternehmen verpflichtet zur Haushaltskonsolidierung beizutragen. Hierfür mussten sie Mindestrenditen erwirtschaften, Sonderdividenden ausschütten und Erlöse durch gegenseitige Aufkäufe, sogenannte In-Sich-Geschäfte, schaffen. Im Jahr 1998 wurde mit der Gehag das erst komplette kommunale Wohnungsunternehmen verkauft, wobei das Land Berlin eine Sperr-Minorität behielt. Weitere Verkaufspläne gab es für die GSW, die letztlich 2002 an ein Finanzinvestoren-Konsortium verkauft wurde. Durch die Verkäufe war der Bestand landeseigener Wohnungen von fast 500.000 auf unter 300.000 Wohnungen gefallen. Erst in den 2010er Jahren begann der kommunale Wohnungsbestand wieder zu steigen. Ende 2018 verfügte das Land Berlin mit seinen 6 Wohnungsbaugesellschaften über einen Bestand von ca. 306.900 Wohnungen. In Berlin sind rund 22 Prozent der rund 1,7 Millionen Mietwohnungen im Eigentum der landeseigenen Wohnungsbaugesellschaften.  Im Jahr 2024 vermieten die landeseigenen Wohnungsbaugesellschaften insgesamt 380.000 Wohnungen. Die sieben landeseigenen Wohnungsgesellschaften Berlins planen im laufenden Jahr die Summe von 2,3 Milliarden Euro zu investieren. Hiervon sollen 1,4 Milliarden EURO in den Neubau und 900 Mio. EURO in den Bestand investiert werden. Wegen der im Vergleich zu den Vorjahren deutlich höheren Investitionen wollen diese auch die Mieten stärker als bisher erhöhen dürfen. Der Median der Angebotsmieten lag bei den landeseigenen Wohnungsbaugesellschaften im Jahr 2023 bei 6,39 Euro/m² (nettokalt), bei privaten Vermietern belief er sich auf 11,54 Euro/m². Ab dem Jahr 2025 streben die landeseigenen Wohnungsbaugesellschaften einen jährlichen Neubau von 5000 Wohnungen an. Ähnlich wie in Dresden kauft Berlin nun 4.500 Wohnungen zu passabelem Preis plus Bauland von der hochverschuldeten Vonovia zurück.

### Hamburg

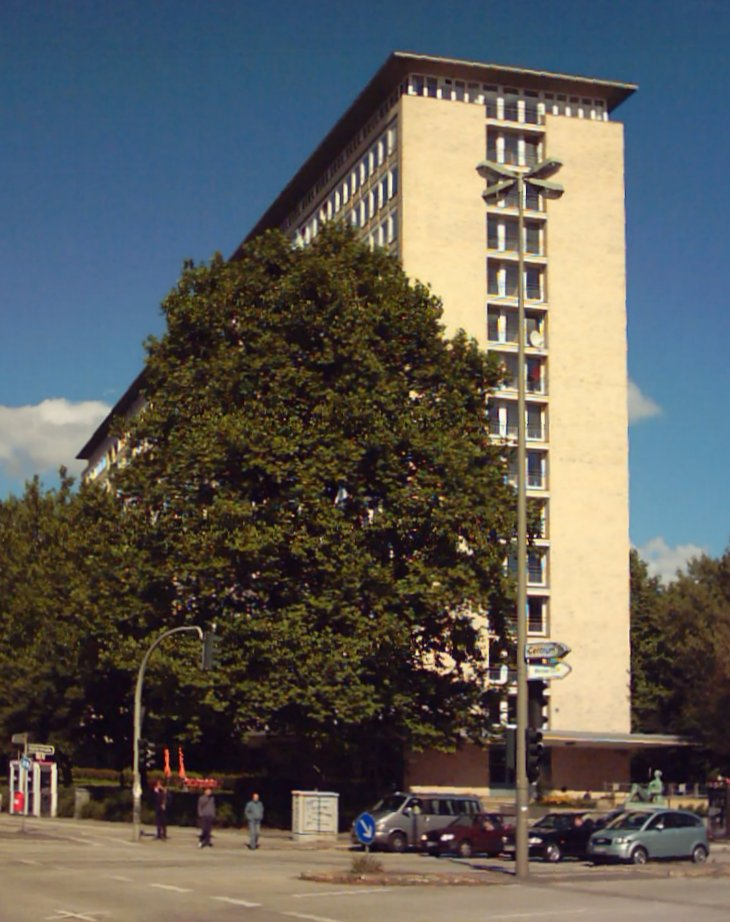
Grindelhochhäuser der SAGA in Hamburg

In Hamburg lebte 2016 rund ein Sechstel der Bevölkerung in den 130.000 Wohnungen des kommunalen Wohnungsunternehmens SAGA Unternehmensgruppe.

### Dresden
In Dresden wurden 2006 die restlichen 48.000 von ursprünglich 168.000 Wohnungen des kommunalen Wohnungsunternehmens privatisiert. 2016 wurden Forderungen laut, ein neues kommunales Wohnbauunternehmen zu gründen. 2017 wurde die „Wohnen in Dresden GmbH & Co. KG“ (WiD) gegründet. 2019 werden die ersten Wohnungen fertiggestellt.
Auf der einen Seite verteidigen damalige Entscheider den Verkauf der Wohnungen, da dies zur Entschuldung der Stadtkasse führte, auf der anderen Seite versucht die WID schnellstmöglich einen belastbaren Wohnungsbestand aufzubauen.
Im Juni 2020 konnten die ersten 22 Neubauwohnungen der WiD bezogen werden, durch Übernahme von Wohnungen werden für Januar 2021 439 Wohnungen gemeldet (Übernahme von 327 Wohnungen in Pieschen). Weitere 645 Wohnungen sind in Bau oder Planung.
Herbst 2023 kauft die WiD über 1.200 Wohnungen von der Vonovia zurück und verdoppelt damit den eigenen Wohnungsbestand. Dazu gehört Bauland für den Bau von 1.800 weiteren Wohnungen. Der gekaufte Wohnungsbestand erfordert hohe Investitionen, so dass der Neubau zurückstehen muss.

### Hannover
Die 1927 gegründete Gesellschaft für Bauen und Wohnen Hannover (GBH) hatte 2015 13.000 Wohnungen im Bestand, als die Frage gestellt wurde, ob erzielte Rücklagen den Mietern oder der Stadtkasse zugutekommen sollten.

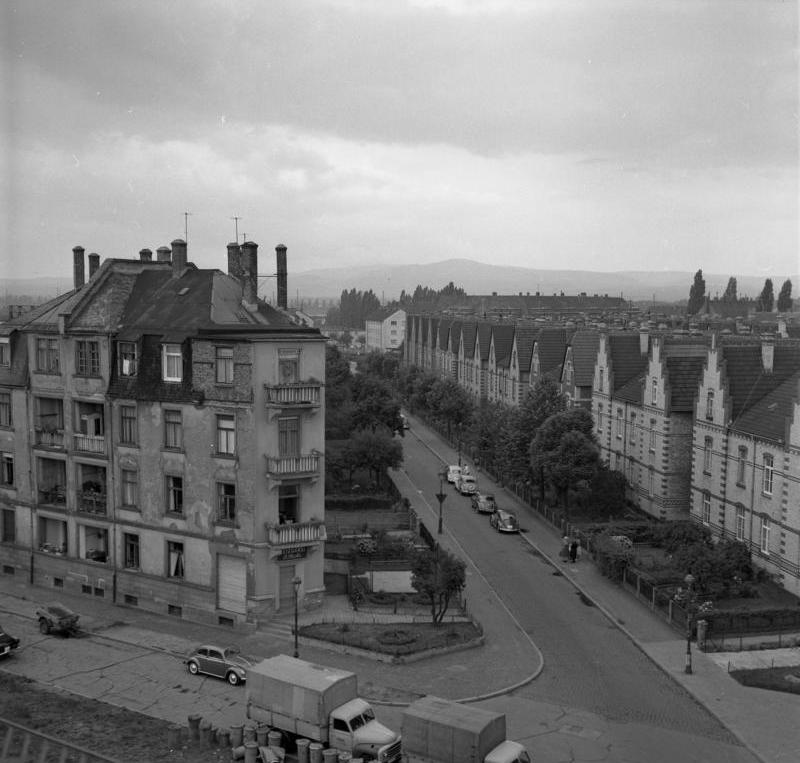
Hellerhofsiedlung, Frankfurt am Main

### Frankfurt am Main
1890 wurde das kommunale Wohnungsunternehmen ABG gegründet. 2016 wohnte in ihren 51.000 Wohnungen rund ein Viertel der Frankfurter. Ein Beispiel für kommunale Wohnbauprojekte ist die zwischen 1929 und 1931 errichtete Hellerhofsiedlung mit 1.200 Wohnungen.

### München
Die GEWOFAG war 1927 gegründet worden und war 2016 im Besitz von 37.000 Wohnungen, von den 12.600 gefördert wurden.

### Kiel
18 Jahre nach Verkauf der Kieler Wohnungsbau Gesellschaft (KWG) soll 2018 eine neue Kieler Wohnungsbau Gesellschaft (KiWoGe) gegründet werden, um wieder Einfluss auf den Wohnungsmarkt nehmen zu können.

### Rostock
Mit rund 35.000 Wohnungen hat die WIRO Wohnen in Rostock einen ungewöhnlich hohen Anteil der Wohnungen der Stadt, nämlich für rund 1/3 der Stadtbewohnenden. Die Bevölkerungsentwicklung nach 1990 und die mögliche Übernahme vieler typischer Plattenbauten werden Grund dafür sein.

### Bremen
Die erst 1938 gegründete BREBAU mit 6.000 Wohnungen befindet sich im Besitz der Stadt. Ursprünglich hielt die BLB rund die Hälfte der Anteile, welche jedoch zum Vorteil der Mietenden 2016 bei Rettung der BLB durch die NordLB an die Stadt zurückgegeben wurden.

### Nürnberg
Die 1918 gegründete Wohnungsbaugesellschaft der Stadt Nürnberg (wbg) hatte zwischen 1928 und 1932 1.500 Wohnungen gebaut. Zum 100-jährigen Jubiläum 2018 hatte sie fast 18.000 Wohnungen im Bestand.

### Braunschweig
Die städtische Nibelungen-Wohnbau schuf nach 1945 insgesamt 7000 Wohnungen. In den Jahren 2005 und 2006 wurden rund 1000 Wohnungen privatisiert. Ab 2016 wurde der Wohnungsbestand aber durch Neubauten wieder erhöht.

### Wittenberge
Zwischen 1912 und 1921, damit vor allen anderen Kommunen, wurden durch Stadtbaurat Bruns 135 Wohnungen im heutigen „Elbkarree“ fertiggestellt. Heute verwaltet die WGW 2.700 (von ursprünglich 4.100) Wohnungen und zeigt, dass kommunaler Wohnungsbau auch in schwierigen Märkten möglich ist. Zudem übernimmt die wgw die Sicherung von Gebäuden im Sinne des Schweinfurter Modells.

### Ulm
Die Ulmer Wohnungs- und Siedlungsgesellschaft bietet aktuell 7000 Wohnungen für die rund 120.000 Einwohner an und kann dies durch vorausschauendes Grundstücksmanagement weiter erhöhen. Die spezielle Ulmer Grundstückspolitik hat einen hohen Konsens.

### Wolfsburg (Planstadt)
Ausgehend vom Steimker Berg im Jahr 1938 hat die Neuland heute 12.000 Wohnungen (Stand 2016).

### Mainz
Nach Pleite im Jahr 2009 ist die Wohnbau Mainz aus dem Jahr 1917 heute wieder wirtschaftlich erfolgreich und mit über 10.000 Wohnungen größter Wohnungsanbieter der Stadt.

## Überkommunaler Wohnungsbau

### Sonderfall „Neue Heimat“
Ausgehend von der gewerkschaftseigenen Hamburger Baugesellschaft GKB von 1926, wuchs diese auch innerhalb der DAF (Deutsche Arbeitsfront), wurde in den 1950er Jahren dem DGB zugeschlagen und expandierte bundesweit. Nach kriminellem Missmanagement und einem Schuldenberg von 16 Mrd. DM wurde diese zwischen 1986 und 1990 abgewickelt, wobei teilweise Kommunen diese Wohnungen (zwischenzeitlich) übernahmen.

### Nassauische Heimstätte
Im Jahre 1922 als preussische Wohnfürsorge gegründet hat diese heute 63.000 Wohnungen in Hessen und Thüringen. Mehrheitlich landeseigen.

### GBW Gruppe
Als Bayrischer Bauträger 1936 gegründet mit zuletzt 33.000 Wohnungen. Die GBW wurde 2012 privatisiert, um Schulden aus der Rettung der LBBayern aus der Finanzkrise zu begleichen (Forderung der EU). Derzeit Diskussion, ob dies tatsächlich die einzige Lösung war.

### NILEG
Über die Nord/LB war das Land Niedersachsen mit ca. 30.000 Wohnungen am Markt beteiligt, die jedoch 2005 im allgemeinen Trend privatisiert wurden. Seit zwei Jahren wird eine Neugründung einer landeseigenen Wohnungsbaugesellschaft andiskutiert.

### BimA
Zumeist über Konversion ehemaliger Armeeimmobilien verfügt die Bundesrepublik über eine Wohnungsbaugesellschaft mit ca. 38.000 Wohnungen. Wie auch am Sonderfall Planstadt Wolfsburg kann also auch ein Staat als Wohnungsbaugesellschaft agieren oder dies initiieren.
WohnRaum Niedersachsen GmbH
Niedersachsen hat eine neue landeseigene Wohnungsbaugesellschaft mit 100 Mio. Euro Startkapital gegründet. Diese versucht einen kreditwürdigen Wohnungsbestand aufzubauen, indem sie Projekte kauft, für die Baugenehmigungen vorliegen. Daher aktuell noch keine vermietbaren Wohnungen.

## Geschichte in Österreich und der Schweiz

### Wien

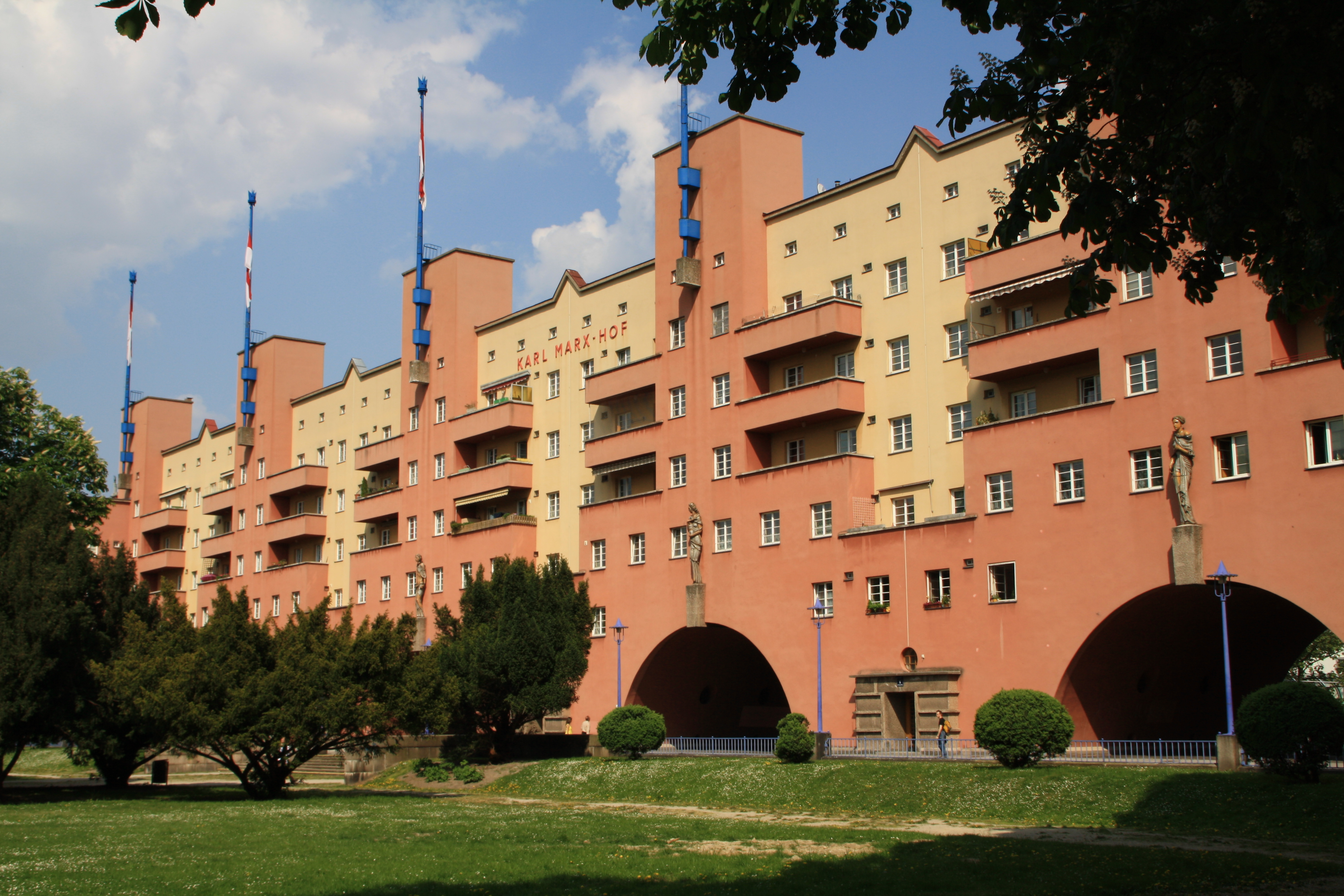
Karl-Marx-Hof, Wien

Nach dem Ersten Weltkrieg war der Wohnungsbestand in Wien qualitativ schlecht und zugleich vergleichsweise teuer vermietet. Ab 1919 bis 1934 wurden darum mit entsprechenden Beschlüssen und Steuern 65.000 Wohnungen im Roten Wien gebaut. Im Zuge dessen entstand der Gemeindebau der Stadt Wien. Der Wohnungsbau geschah auch mit dem volkswirtschaftlichen Hintergrund der Inflationsvermeidung, da zu diesem Zeitpunkt die Überlebensfähigkeit Rest-Österreichs in Frage stand.
2016 war die Stadt Wien in Besitz von 220.000 Wohnungen, in denen ein Viertel der Bewohner Wiens lebte. Zusätzlich zu den Gemeindebauten gibt es in der österreichischen Hauptstadt eine etwa gleiche Zahl von Wohnhäusern, die von Genossenschaften und gemeinnützigen Unternehmen errichtet worden sind. Im Schnitt sind die Mieten im privaten Wohnungswesen bereits doppelt so hoch wie im geförderten.

### Zürich
Die alte Stadt Zürich mit ihren 28.000 Einwohnern wurde 1893 mit der ersten Eingemeindung von elf Nachbargemeinden zur Großstadt, in der 121.000 Menschen lebten. Die zum Teil verarmten Aussengemeinden konnten die Kosten für die rasant wachsende Bevölkerung nicht mehr decken. Angesichts der massiven Wohnungsnot betrieb die Stadt Zürich eine aktive Boden- und Wohnbaupolitik. Die erste städtische Wohnsiedlung Limmat I war im Jahre 1907 gebaut worden. 1924 wurde ein Programm zur Unterstützung von Wohnbaugenossenschaften eingeführt, bei denen die Stadt Zürich die Baukosten zu 95 Prozent mit verbilligten Hypotheken finanzierte. Die Förderung des kommunalen und genossenschaftlichen Wohnungsbaus im Roten Zürich nach dem Vorbild des Roten Wien führte 1928 zu einem Boom bei den Genossenschaftssiedlungen. Die Genossenschaften waren aufgrund ihrer Statuten politisch neutral.
Anfang 2019 erfüllten 56'000 der 227'000 Wohnungen (rund 25 Prozent) in der Stadt Zürich die Vorgaben der Gemeinnützigkeit. Sie gehören Baugenossenschaften oder sind städtische Wohnungen. Die Stimmberechtigten der Stadt Zürich haben 2011 einen wohnpolitischen Grundsatzartikel in die Gemeindeordnung aufgenommen: Preisgünstige Wohnungen und Gewerberäume sollen erhalten und bis 2050 soll der Anteil gemeinnütziger Wohnungen im Verhältnis zu den Mietwohnungen auf ein Drittel (33 Prozent) erhöht werden.

## Geschichte in Schweden
Sicher auch unter dem Eindruck des Wohnungsbaus in Wien wurden ab 1935 Kinderreichenhäuser, sogenannte Barnrikehus, mit insgesamt 20.000 Wohnungen erbaut. Da es nur einen Schlafraum gab, mussten die Kinder aber zumeist in Wohnzimmer und Küche schlafen.

## Zur aktuellen Situation (Stand 2016)
Ab Anfang 2016 wurden Wohnungsbau und kommunaler Wohnungsbau wieder verstärkt staatlich gefördert. Insbesondere sollte die Situation für Studenten, Geringverdiener und Flüchtlinge verbessert werden. Ein „Bündnis für bezahlbares Wohnen“ aus Bund, Ländern, Kommunen, Wohnungs- und Bauwirtschaft, Deutschem Mieterbund, Gewerkschaften sowie weiteren Akteuren verfolgten das Ziel, günstigen Wohnraum in den Groß- und Universitätsstädten sowie den stadtnahen Landkreisen zu schaffen.
2009 waren die Kommunen weit überwiegend alleiniger Inhaber eines Wohnungsunternehmens. Weit über ein Drittel der Kommunen war an Wohnungsunternehmen beteiligt. Fast Dreiviertel der Kommunen waren unmittelbare Eigentümer von Wohnungen. Dies machte aber weniger als 5 % des Bestandes aus. Von 1.400 befragten Kommunen hielten 445 direkte Beteiligungen an Wohnungsunternehmen. Davon erzielten 2005 bis 2007 64 % Gewinne, 8 % hatten eine ausgeglichene Bilanz und 28 % brachten Verluste.
Wirtschaftlicher Situation der Wohnungsunternehmen von 445 direkt beteiligten Kommunen 2009 nach Ländergruppe
Marktanteil kommunaler Wohnungen am Gesamtbestand der Wohnungen (1.400 Kommunen, 2009)
Ende 2015 wurden in Deutschland fast 2,5 Millionen Wohnungen von Kommunalen Wohnungsunternehmen verwaltet.
Anzahl Wohnungsunternehmen in Deutschland am 31. Dez. 2015
Wohnungsbestand Wohnungsunternehmen in Deutschland am 31. Dez. 2015